# Амтали
Амта́ли (бенг. আমতলী, англ. Amtali) — город и муниципалитет на юге Бангладеш, административный центр одноимённого подокруга. Площадь города равна 12,25 км². По данным переписи 2001 года, в городе проживало 14 276 человек, из которых мужчины составляли 52,74 %, женщины — соответственно 47,26 %. Уровень грамотности населения составлял 46,4 % (при среднем по Бангладеш показателе 43,1 %).